# Jitrovník
Jitrovník är ett berg i Tjeckien.   Det ligger i regionen Ústí nad Labem, i den norra delen av landet, 100 km norr om huvudstaden Prag. Toppen på Jitrovník är 510 meter över havet, eller 140 meter över den omgivande terrängen. Bredden vid basen är 2,9 km.
Terrängen runt Jitrovník är huvudsakligen platt.Runt Jitrovník är det tätbefolkat, med 411 invånare per kvadratkilometer. Närmaste större samhälle är Šluknov, 4,0 km väster om Jitrovník. Omgivningarna runt Jitrovník är en mosaik av jordbruksmark och naturlig växtlighet.